# Seznam rimskih vojskovodij
Seznam rimskih vojskovodij.

## A
- Aetij zahodnorimski vojskovodja
- Agripa

## C
- Julij Cezar (100 - 44 pr. n. št.)

## H
- Hadrijan (117 - 138 pr. n. št.)

## L
- Lukul (1. stoletje pr. n. št.)

## M
- Marij (157 - 86 pr. n. št.)
- Mark Antonij (82 - 30 pr. n. št.)
- Mucijan (1. stoletje)

## P
- Pavel Emilij (3. - 2. stoletje pr. n. št.)
- Pompej (106 - 48 pr. n. št.)
- Antonius Primus (1. stoletje pr. n. št.)

## S
- Publij Kornelij Scipion Emilijski (185 - 129 pr. n. št.)
- Publij Kornelij Scipion Afriški (234 pr. n. št. ? - 183 pr. n. št.)

## T
- Tit
- Trajan

## V
- Valens (1. stoletje)
- Var (46 pr. n. št. - 9 n. š.)
- Verginij (1. stoletje)
- Vespazijan